# Таболовы
Табо́ловы (осет. Таболтæ) — осетинская фамилия.

## Происхождение
Устная традиция связывает фамилию Таболовых с Мизурским обществом. В селениях Верхний и Нижний Мизур проживало много фамилий, в их числе Таболовы, Галаовы и Зангиевы. По сведениям этнографа Бориса Калоева, предки современных мизурцев поселились на этом месте не ранее XV-XVI вв. Позднее рядом с Верхним Мизуром возникло новое село — Ногкау. Его основателями считаются Калоевы, которые как считается пришли сюда из селения Цамад. Вскоре здесь обосновались и другие фамилии, включая Таболовых.

## История
Точно неизвестно, когда и по каким причинам какая-то часть Таболовых переселилась в Дигорское ущелье, но уже в XIX в. они жили здесь. Дигорские Таболовы приняли участие в основании ряда населенных пунктов на равнине. Так, согласно плану утвержденному начальником Терской области генералом Свистуновым, в 1876 г. 42 двора христиан и 77 дворов мусульман из числа хехезов и "простых" дигорцев предполагалось поселить на казенных землях за Урухом. Образованное на левом берегу реки село получило название Новый Урух. Известно что среди первых поселенцев значится несколько дворов Таболовых из Синдзикау.
Уже при советской власти, в 1922 году, Таболовы вошли в число первых поселенцев основанного на равнине селения Фарн (Изобилие). В 1923 г. Окружной земельный отдел выделил большой участок в районе станицы Змейской, здесь было основано крупное село Ставд-Дурта. И здесь среди первых жителей значится несколько дворов Таболовых из Згида.

## Генеалогия
Арвадалта
Родственными фамилиями (осет. æрвадæлтæ) Таболовых являются — Зангиевы и Марзоевы.
Генетическая генеалогия
FTDNA
276944 — Tabolov — G2a1a1a1b1 (DYS505=9, YCAII=19,21, DYS438=9, DYS391=9, DYS455=11)
IN123384 — Tabolov Arkadii — G-FGC672 # U5a1d2b
23andMe — Tabolov Mark — G-P15 # U3b1

## Известные носители
- Владимир Дзамболатович Таболов (1944) — начальник Управления внешних экономических связей Министерства экономики РСО-Алания.
- Георгий Дзамболатович Таболов (1940–2021) — заслуженный машиностроитель РФ, генеральный директор завода «Электроконтактор».
- Ирина Алексеевна Таболова (1946) — тележурналист, генеральный директор агентства «Иринформ», заслуженный работник культуры Российской Федерации.
- Таирбек Тасолтанович Таболов (1964) — мастер спорта международного класса по вольной борьбе, победитель первенства мира среди глухонемых (1991).

### Политика
- Пётр Иосифович Таболов (1892–1938) — секретарь Правобережного РК ВКП(б), в ходе репрессий был осужден и приговорен к расстрелу.
- Сергей Солтанбекович Таболов (1972) — государственный деятель, руководитель Отделения Пенсионного фонда РФ по Республике Северная Осетия.
- Солтанбек Петрович Таболов (1946–1993) — выдающийся общественный и политический деятель Осетии, министр культуры, директор СОИГИ.
- Тамара Солтанбековна Таболова (1979) — депутат Парламента РСО-Алания, заметитель Председателя комитета по нац. политике и делам молодежи.